# Belize na Letnich Igrzyskach Olimpijskich 1996
Belize na Letnich Igrzyskach Olimpijskich 1996 reprezentowało 5 zawodników, 2 mężczyzn i 3 kobiety.

## Skład kadry

### Kolarstwo
Kobiety
- Camille Solis
  - Wyścig ze startu wspólnego - nie ukończyła

### Lekkoatletyka
Mężczyźni
- Eugène Muslar
  - Maraton - 109. miejsce

- Kawan Lovelace
  - Trójskok - 40. miejsce

Kobiety
- Sharette García
  - Bieg na 800 m - odpadła w 1 rundzie eliminacyjnej

- Althea Gilharry
  - Trójskok - 26. miejsce